# Sarılar, Manavgat
Sarılar là một thị trấn thuộc huyện Manavgat, tỉnh Antalya, Thổ Nhĩ Kỳ. Dân số thời điểm năm 2011 là 10.324 người.